# Maksim Tarasov
Maksim Vladimirovich Tarasov (em russo: Максим Владимирович Тарасов; Iaroslavl, 2 de dezembro de 1970), é um antigo atleta russo de salto com vara que representou sucessivamente a União Soviética, a Equipe Unificada e a Rússia.
É um dos raros atletas que conseguiu ser campeão olímpico, mundial e europeu. Com um recorde de 6,05 m, Tarasov é o terceiro melhor saltador de todos os tempos (só ultrapassado por Renaud Lavillenie (6,16 m) e por Sergey Bubka (6,15 m) e em igualdade com Dmitri Markov) e pertence ao restrito grupo de atletas que conseguiram transpor a barreira dos seis metros, feito que ele conseguiu fazer em seis ocasiões durante a sua carreira.